# Julie Erikssen
Julie Erikssen, née le 13 décembre 1981, est une auteur-compositeur, chanteuse, pianiste et guitariste.

## Biographie
Julie Erikssen nait en France le 13 décembre 1981. Elle écrit ses premières mélodies à l'âge de 2 ans, commence le piano au CRR de Brest à 5 ans et chante sur scène dès l'âge de 13 ans dans de nombreuses formations dont le groupe de musique africaine Kalma avec lequel elle fait ses premiers pas en studio d'enregistrement en 1998 pour l'enregistrement de leur album à Paris. Avec ce groupe, elle montera sur la scène du Palais Omnisports de Bercy (Accor Hotels Arena) à l'âge de 17 ans. C'est avec cette même formation sur la scène du Zenith de Caen qu'elle sera remarquée par le producteur Noam Kaniel grâce à qui elle se fait connaître en 2002 avec le single Dans ce monde sous le pseudo de "Jody" (Sony Music/Epic).
Elle sort un second single Entre l'ombre et la lumière qui, comme le premier, sera classé au Top Single français en octobre 2004
Elle participe à de nombreuses émissions de télévision telles que Fort Boyard en 2003 dans l'équipe de Laurent Jalabert, et chante à la tour Eiffel à l'occasion de la fête de la musique en direct sur France 2 devant 300 000 personnes rassemblées sur le Champ-de-Mars.
Après avoir été diplômée de l’École de management de Normandie un an avant Orelsan, et de la Inholland Hogeschool d'Haarlem (Pays-Bas), son premier concert dans un club de jazz sera avec le groupe d'Hadrien Féraud au Caveau des Oubliettes. Elle forme ensuite son premier quartet de jazz avec les plus grands jazzmen de la scène parisienne tels que Franck Amsallem, Fred Nardin et Laurent Courthaliac avec lequel elle sortira 2 disques de standards en duo Julie Erikssen Sings Love et Winter Wonderland en 2016. Elle devient très rapidement une habituée du club Le Duc des Lombards, temple du jazz français, où elle sera la première vocaliste et la première femme à animer les After Hours (jam session) pendant plus de 2 ans.
Après avoir refusé plusieurs fois les sollicitations de la production, elle accepte de participer à la troisième saison de The Voice, la plus belle voix où elle intègre l'équipe de Florent Pagny, avec la chanson Underwater de Mika qui, très ému de sa prestation, se prosterne devant elle : « Je ne peux pas te dire comment ça me fait heureux ». Elle se fait ensuite repêcher par Jenifer sur sa battle et reste jusqu'à l'épreuve ultime.
Elle sort l'album Out Of Chaos sous le label Sound Surveyor le 2 février 2018, un album en 3 chapitres dont elle signe les textes, la musique et les arrangements. Sa délicatesse est soulignée par le journal Télérama « Auteur, compositeur, musicienne et chanteuse intense, (...), la jeune femme possède un instinct très sûr pour ce qui touche, et saura émouvoir ». 
En tournée partout dans le monde, elle développe en parallèle l'activité d'enseignement du chant de par une approche professionnelle d'une part, et en lien avec le développement personnel d'autre part. Elle propose des masterclasses à Paris et sur internet. Elle a notamment figuré dans l'équipe des professeurs de jazz du stage 2018 du festival Coartjazz parmi des grands noms du jazz international tels que Fred Hersch (piano).
En 2019, elle est appelée par Manu Katché pour chanter son titre "Let Love Rule" sur l'émission Acoustic sur TV5 Monde, sur France Inter ainsi que sur le Dinant Jazz Festival en Belgique. Elle est également sollicitée par le batteur américain Ali Jackson (en) pour un concert avec Jacky Terrasson et lui-même le 31 octobre 2019 sur festival de jazz de Montauban.

## Discographie
Sous le nom de Jody
- 2002 : Dans ce monde
- 2004 : Entre l'ombre et la lumière

Sous le nom de Julie Erikssen
- 2014 : Breathe (EP)
  - Blue Skies
  - Breathe
  - Open
- 2016 : Julie Erikssen Sings love (édition limitée)
- 2016: Winter Wonderland (édition limitée)
- 2018 : Out of chaos
  - In the rain
  - Breathe
  - You bring me back
  - There
  - Talk to me
  - Open
  - You innocent
  - On and on
  - Blue skies
  - Golden days
  - I started to see
  - I owe you a dream to come true